# Chrysotoxum corbetti
Chrysotoxum corbetti är en tvåvingeart som beskrevs av Ghorpade 1994. Chrysotoxum corbetti ingår i släktet getingblomflugor, och familjen blomflugor. Inga underarter finns listade i Catalogue of Life.